# کاظم عظیم‌اف
کاظم عظیم‌اف (ترکی آذربایجانی: Kazım Ağamirzə oğlu Əzimov؛ زادهٔ ۱۰ فوریه ۱۹۵۱) دانشمند، دکترای فلسفه و جامعه‌شناس اهل جمهوری آذربایجان است.